# Pseudohelina rufina
Pseudohelina rufina är en tvåvingeart som först beskrevs av Stein 1906.  Pseudohelina rufina ingår i släktet Pseudohelina och familjen husflugor. Inga underarter finns listade i Catalogue of Life.